# Crisip de Cilícia
Crisip de Cilícia (en llatí Chrysippus, en grec antic Χρύσιππος) va ser un metge grec que probablement era el tutor d'Ateneu (també nascut a Cilícia) segons diu Galè que el considera l'avi de la secta dels pneumàtics. Va viure probablement al segle i. No confondre amb Crisip de Bitínia.